# Myrmecotypus niger
Myrmecotypus niger is een spinnensoort uit de familie van de loopspinnen (Corinnidae).
De wetenschappelijke naam van de soort werd in 1937 gepubliceerd door Arthur Merton Chickering.